# Авірон
Авіро́н (фр. Aviron) — муніципалітет у Франції, у регіоні Нормандія, департамент Ер. Населення — 1098 осіб (01.01.2021).
Муніципалітет розташований на відстані близько 95 км на захід від Парижа, 45 км на південь від Руана, 5 км на північний захід від Евре.

## Історія
До 2015 року муніципалітет перебував у складі регіону Верхня Нормандія. Від 1 січня 2016 року належить до нового об'єднаного регіону Нормандія.

## Демографія
Динаміка населення (INSEE ):

## Економіка
2010 року серед 769 осіб працездатного віку (15—64 років) 553 були активними, 216 — неактивними (показник активності 71,9%, у 1999 році було 74,8%). З 553 активних мешканців працювали 523 особи (272 чоловіки та 251 жінка), безробітними було 30 (18 чоловіків та 12 жінок). Серед 216 неактивних 75 осіб було учнями чи студентами, 110 — пенсіонерами, 31 була неактивною з інших причин.

У 2010 році в муніципалітеті числилось 418 оподаткованих домогосподарств, у яких проживали 1163,0 особи, медіана доходів виносила 26 771 євро на одного особоспоживача